# Dialakoro (Koloko)
Pour les articles homonymes, voir Dialakoro.
Ne doit pas être confondu avec Dialakoro (Sidéradougou).
Dialakoro est une localité située dans le département de Koloko de la province du Kénédougou dans la région des Hauts-Bassins au Burkina Faso.

## Géographie
Dialakoro est situé en pays sénoufos à 16 km au nord de Koloko et à 10 km au sud de Zitonosso. Le village est constitué de deux principaux quartiers que sont Porè ou Pougbôrè (« grosse concession ») et Tagnèrla (« lieu des terres rouges ») et possède trois marigots Louwané, Lougbôho et Dialakorolouné. Les localités de brousse du village sont Lougue kohoguè, Liberia ou Louwané kohoguè, Katiaghôgué et Kousagué katchina.
Les habitants du village sont issus de deux ethnies : les Sénoufos et les Peuls.

## Histoire
Le nom du village signifie en sénoufo : « sous le caïllcedra ».

## Administration
Dépendant sur le plan administratif du maire de Koloko (où le village a deux conseillers administratifs) dans ses rapports à l'État et pour l'organisation des services publics, le village de Dialakoro répond également à une chefferie traditionnelle tenue par le chef du village – le Kanhaféndè – qui l'administre localement et gère les adorations. La chefferie est transmise de manière patrilinéaire au sein de la famille Traoré et passe à l'homme le plus âgé dans la grande famille paternelle de l'ancien chef à sa mort ; la généalogie du chef du village est : Zango, Woukanhignon, Natou, Marsa, Karfa, Gnaboucligué, Woto et Sama Traoré.

## Économie
L'économie de la commune repose uniquement sur l'agriculture de subsistance (maïs, sorgho, haricot, arachides, pois de terre). Dialakoro accueille trois associations de culture (Tchikonfanyè, Tôfanyè et Gnagbèrèguè) et deux associations de femmes (Valy kapan et Zango kapan). L'élevage (bœufs, chèvres, moutons, volailles) est aussi pratiqué.

## Santé et éducation
Le centre de soins le plus proche de Dialakoro est le centre de santé et de promotion sociale (CSPS) de Zitonosso tandis que le centre médical avec antenne chirurgicale (CMA) le plus proche est à Orodara et que le centre hospitalier régional (CHR) est le CHU Souro-Sanon de Bobo-Dioulasso. Le village dispose de deux forages, l'un en panne à Tanyèrla datant de 1985, l'autre fonctionnel à Pougbôrè creusé en 2004.
Le village possède une école primaire publique.

## Religion
Historiquement de religion traditionnelle reposant sur le fétichisme, Dialakoro continue à le pratiquer avec l'adoration du grand fétiche « Dopounguè » appartenant aux forgerons. Il existe des lieux sacrés : Djinabii (« les génies du village ») et Lohosimbii (« les gens de l'eau »).
L'islam sunnite est la seule religion monothéiste un peu pratiquée à Dialakoro bien qu'il n'existe pas de mosquée, ni d'imam.

## Culture
Dialakoro possède un groupe de balafon qui joue pour les fêtes et cérémonies religieuses.